# Xia Brookside
Xia-Louise Brooks (Leicester, 16 de octubre de 1998) es una luchadora profesional inglesa donde actualmente trabaja bajo dicho nombre para Total Nonstop Action Wrestling (TNA). Brooks es conocida por su paso por la empresa WWE, donde se presentaba en la marca NXT UK bajo el nombre de Xia Brookside. 
Es hija de Robbie Brookside. También es reconocida por sus apariciones en World Wonder Ring Stardom y All Star Wrestling.

## Carrera

### Circuito independiente (2014–2017)
Brookside fue entrenada por su padre, Robbie Brookside , Robbie Dynamite y Dean Allmark. En 2015, Brookside hizo su debut en la lucha libre profesional en el ring para All Star Wrestling en equipo con El Ligero para derrotar a Kay Lee Ray y Sammy D. En febrero de 2016, Brookside fue derrotada en un partido a tres bandas para Insane Championship Wrestling (ICW) Women's Championship contra Kay Lee Ray y Carmel Jacob. En mayo de 2016, Brookside participó en el Empress Pro Invitational en poder de Empress Pro Wrestling, donde fue derrotada.Toni Storm en las semifinales y Kay Lee Ray en las finales del torneo. El 26 de junio de 2016, Brookside derrotó a Toni Storm para convertirse en campeona de Pro Wrestling Ulster Femenina.  En 2017 en un evento Kamikaze Pro, Brookside fue derrotado por Rosemary . [9]
En 2016, Brookside hizo su debut en Revolution Pro Wrestling perdiendo contra Jinny Couture.
En 2017, Brookside comenzó a trabajar para la promoción Japanese World Wonder Ring Stardom . Hizo su debut en equipo con Mari Apache y Gabby Ortiz para derrotar a Hiromi Mimura, Konami y Starlight Kid. En su segundo combate Stardom, Brookside y Ortiz derrotaron a Natsuko Tora y Kaori Yoneyama de Team Jungle.  Durante el Gran Premio 5STAR de 2017, ganó dos puntos al derrotar a Kris Wolf en el primer conjunto de partidos del bloque B. [13]

### WWE (2018–2022)
El 30 de julio de 2018, se anunció que Brookside participaría en la segunda WWE Mae Young Classic en agosto. Ella perdió ante Io Shirai en la primera ronda. A pesar de su pérdida, se convirtió en parte de la lista de NXT UK . Ella participó en un torneo para convertirse en la campeona inaugural de Mujeres NXT del Reino Unido, pero fue eliminada en la primera ronda.
Brookside regresó en el NXT UK transmitido el 2 de abril, derrotando a Amele.
En el NXT UK del 1.º de octubre, fue derrotada por Jinny. En el NXT UK del 12 de noviembre, derrotó a Nina Samuels, después del combate fue atacada por Samuels.
En 2021, en el NXT UK emitido el 4 de febrero, fue derrotada por Nina Samuels, en el NXT UK emitido el 25 de febrero, derrotó a Nina Samuels, consiguiendo que Samuels fuera su asistente personal por un mes, mandándole que llevará sus maletas. Durante el episodio del 23 de septiembre de 2021, Brookside reto a Dani Luna en el perfomance center en un combate para demostrar si ganaría la fuerza de Luna o la rapidez de Brookside en el cual esta última perdió el combate.
Tras varias derrotas consecutivas Brookside tomó un papel distinto cambiando así a tweener,  estableciendo una relación agradable con los compañeros de equipo pero con actitudes de rabietas infantiles. El cual usaba el poder dentro de la empresa de su padre Robbie Brookside para asistir a entrenamientos personales o llegar a tener una lucha titular por exigencia de esta misma. El 2 de diciembre de 2021 Brookside tendría su primer combate titular ante Meiko Satomura por el Campeonato Femenil de NXT UK el cual esta última retuvo con éxito.
Comenzando el 2022, en el NXT UK emitido el 6 de enero, derrotó a Myla Grace. En el NXT UK emitido el 7 de julio, junto a Eliza Alexander fueron derrotadas por Meiko Satomura & Sarray. El 18 de agosto, fue liberada de su contrato.

### Regreso a World Wonder Ring Stardom (2022-presente)
El 29 de diciembre de 2022, Brookside haría su regreso a Stardom junto con la debutante Mariah May en Stardom Dream Queendom 2 acompañando a Mina Shirakawa que regresa para su lucha por equipos con Unagi Sayaka contra los miembros de Donna Del Mondo, Thekla y Mai Sakurai.

### Regreso al circuito independiente (2022-presente)
En Hell Girls, se enfrentó a Nightshade por el Campeonato de RCW, sin embargo perdió.
Ya en 2024, en BLP at SCX II: The Squeakquel, participó en el Big Cheese Championship Rumble, sin embargo perdió.

### TNA Wrestling (2024-presente)
Brookside debutó en TNA en el evento Hard to Kill el 13 de enero de 2024 siendo anunciada a  participar en el  Ultimate X Match enfrentándose a Alisha Edwards, Jody Threat, Tasha Steelz, Dani Luna & Gisele Shaw siendo esta última la ganadora. El 18 de enero de 2024, Brookside derrotó a Tasha Steelz en su debut en una lucha individual. Más tarde en backstage Steelz encaró a Brookside llamándola roomies enfrentándose nuevamente pero ahora Steelz llevándose la victoria.

## Vida personal
Es hija del luchador profesional inglés Robbie Brookside.
El 9 de junio, anunció y mostró su anillo de compromiso en las redes sociales con su actual pareja Sean Kustom.

## Campeonatos y logros
- Empress Pro Wrestling
  - Empress Pro Invitational (2016)

- International Pro Wrestling: United Kingdom
  - IPW:UK Women's Championship (1 vez)[13]

- Pro Wrestling Ulster
  - PWU Women's Championship (1 vez)

- Southside Wrestling Entertainment
  - SWE Tag Team Championship (1 vez) - con Sean Kustom

- Pro Wrestling Illustrated
  - Situada en el Nº91 en el PWI Female 100 en 2019.